# 日本・UAE経済連携協定
日本・UAE経済連携協定（にほん・UAEけいざいれんけいきょうてい、英語: Agreement between Japan and United Arab Emirates for an Economic Partnership）とは、日本とアラブ首長国連邦との間で交渉中の経済連携協定である。2024年9月18日に交渉開始を決定したと公表され、11月26日に交渉が開始された。

## 署名・発効までの経緯
2024年9月18日にはアラブ首長国連邦とのEPAが交渉を開始する見込みと報じられ、同日、日本政府は、両国が交渉開始を決定した公式に発表した。なお、両国の決定がいつ行われたかは、公式発表では「今般」とあるだけで明示されていない。
アラブ首長国連邦は、GCC（湾岸協力理事会）の加盟国であるが、交渉中の日・GCC（湾岸協力理事会）自由貿易協定と、日本・UAE経済連携協定とは、並行して交渉が行われることになる。
2024年11月26日から28日まで、東京において、日・アラブ首長国連邦（UAE）経済連携協定（EPA）交渉第1回会合が開催され、日本とアラブ首長国連邦のEPA交渉が開始された。
2025年2月24日から26日まで、アラブ首長国連邦（UAE）・ドバイにおいて、日・アラブ首長国連邦（UAE）経済連携協定（EPA）交渉第2回会合が開催された。
2025年6月1日から4日まで、東京において、日・アラブ首長国連邦（UAE）経済連携協定（EPA）交渉第3回会合が開催された。